# Альфонс I Иордан (граф Тулузы)
Альфонс I Иордан (фр. Alphonse Jourdain de Toulouse, 1103 — 16 августа 1148 года) — граф Тулузы, маркиз Прованса и герцог Нарбонны (1112—1148), сын Раймунда IV Тулузского и его третьей жены Эльвиры Кастильской.

## Биография

### Ранние годы и воцарение
Альфонс Иордан был сыном графа Тулузы Раймунда де Сен-Жиля, одного из предводителей Первого крестового похода, и его третьей жены - Эльвиры,  внебрачной дочери короля Кастилии и Леона Альфонсо VI. 
Отправившись в первый крестовый поход в 1096 году со своей женой Эльвирой, Раймунд де Сен-Жиль покинул графство Тулуза, оставив управлять им сына Бертрана, матерью которого была первая жена Раймунда. 
Альфонс Иордан родился в 1103 году на Горе Паломников (Мон-Пелерин) у Триполи в 1103 году.
В январе 1105 года  при осаде Триполи Раймунд был ранен. По словам К. Девика (1670—1734) и Ж. Виссета (1685—1756), он вызвал Гийома Иордана и объявил его командующим своих войск, управляющим всего, что Раймунд завоевал или намеревался подчинить: Архос, Джубайль, Тортоса, Триполи (кроме крепости на Горе Паломников). 28 февраля Раймунд умер в цитадели на Горе Паломников и там же был похоронен. Перед смертью он составил завещание, по которому наследником стал Альфонс Иордан; Эльвира и Альфонс Иордан должны были отправиться в Тулузу, которой правил Бертран. Владения Раймунда были велики: после смерти своего брата Гийома IV он получил контроль над территорией от Прованса до Тулузы и от Ле-Пюи до Пиренеев. Бертран многими считался незаконнорождённым (первый брак  Раймунда де Сен-Жиля был аннулирован папой Римским по причине близкого родства супругов), а мать Альфонса Иордана имела сильную поддержку своей семьи, потому Альфонсу Иордану было проще удержать Тулузу, чем Бертрану. По мнению Ж. Ришара, сомнения в законности брака родителей Бертрана подрывали его правление, тогда как Альфонс Иордан был в глазах всех законным наследником западных владений Раймунда. Около двух лет Альфонс  со своей матерью прожил в Шато-Пелерен под защитой своего кузена, графа Серданя. В 1107 году  Альфонс Иордан с матерью уехал в Тулузу в сопровождении Гийома де Монпелье и других друзей своего отца, где Бертран уступил ему графство Руэрг, а сам в 1108 году отправился на Святую Землю в Триполи.
В 1113 году Тулузу занял Гильом IX, герцог Аквитании и граф Пуатье, воспользовавшись малолетством Альфонса и осуществив свои притязания на престол графов Тулузы как супруг Филиппы Тулузской, дочери Гильома IV Тулузского. 
В 1119 году Гильом Аквитанский с армией отправился в Испанию по призыву Альфонсо I, короля Арагона, для войны с альморавидами, оставив в Тулузе наместником Гильома де Монмора. Вскоре после отъезда герцога разразилось восстание, жители Тулузы взяли штурмом дворец наместника, бросили его в темницу и восстановили Альфонса Иордана на престоле графов Тулузы.

### Конфликт с графом Барселонским
Графство Барселона было могущественным феодальным владением. Графы Барселоны и Тулузы давно соперничали, но войн между ними не было. Из-за некоторых владений в Лангедоке происходили небольшие конфликты. Но в правление Альфонса начались серьёзные военные действия.
Конфликт разразился из-за Прованса. Дело в том, что титулы маркизов Прованса наследовали потомки Ротбальда II, а графов Прованса — потомки Гильома I Освободителя, соответственно старшего и младшего сыновей Бозона II. Графы Тулузы в то время и носили титул маркизов Прованса. Но в 1115 году умерла Герберга, графиня Прованса, и граф Барселоны Рамон Беренгер III, с 1113 года муж Дульсы I, дочери Герберги, решил стать полным хозяином Прованса.
Он ввел в Прованс войска, и Альфонс, потерпев поражение, в 1123 году был вынужден укрыться в Оранже, где был осажден. Хотя подоспевшее тулузское ополчение вынудило Рамона Беренгера снять осаду, Альфонсу пришлось согласиться на раздел Прованса, подписав в 1125 году договор: Альфонс сохранил владения к северу от Дюранса и по правому берегу Роны, получившие название «маркизат Прованс», а Рамону Беренгеру отошло графство Прованс, находящееся южнее.

### Правление Альфонса в Тулузе
В 1127 году Альфонс Иордан попытался присоединить к своим владениям виконтство Ним, в то время принадлежавшее Бернару Атону IV из рода Транкавелей, виконту Альби, Нима, Каркассона, Безье и Агда, бывшему его союзнику в борьбе с Рамоном Беренгером III. Но Бернар Атон воспротивился этому, и Альфонс, не желая обострять конфликт, отступил.
В 1132 году умер Бернар IV, граф Мельгёя, оставив малолетнюю дочь Беатрису под совместную опеку Альфонса Иордана и Гильома VI де Монпелье. Было поставлено условие: если Беатриса умрет в течение ближайших шести лет, не выйдя замуж, графство Мельгёй отойдет к Альфонсу. Но Гильом де Монпелье втайне организовал помолвку и брак Беатрисы с Беренгером Раймундом, графом Прованса и сыном Рамона Беренгера III Барселонского, заклятого врага Альфонса. Это стало новым ударом для Альфонса. Он пытался отомстить Беренгеру Раймунду, поддержав его противников — сеньоров де Бо, но большого успеха не добился.
В 1134 году умер виконт Нарбонны Эмери II, давний враг Альфонса. Будучи формально его вассалом, он так и не признал сюзеренитет Альфонса. Во время войны между Альфонсом и Рамоном Беренгером III он хотел выступить против Альфонса на стороне Рамона Беренгера, но архиепископ Нарбонны, который был союзником Альфонса, запретил ему браться за оружие. Наследницей виконта стала его несовершеннолетняя дочь Эрменгарда. Альфонс обручился с ней, надеясь тем самым приобрести виконтство Нарбонна, но значительная часть тулузского дворянства (виконт Каркассона, граф Монпелье и другие) при поддержке Беренгера Раймунда, графа Прованса, воспользовавшись отъездом Альфонса, в 1141 году восстала и принудила его разорвать помолвку. Впоследствии Эрменгарда вышла замуж за Бернара д’Андюза. Дело в том, что в 1141 году Людовик VII, король Франции, женатый на Элеоноре Аквитанской, внучке Гильома IX и Филиппы, вторгся во владения Альфонса под предлогом защиты прав жены, и Альфонс был вынужден защищаться.
В 1143 году Альфонса захватил в плен Рожер I Транкавель, виконт Каркассона и Альби, принудив его отказаться от притязаний на виконтство Нарбонна.
2 сентября 1143 года Альфонс принял Аржанс (небольшую территорию между Бокером и Сен-Жилем) в фьеф от Раймунда де Монредона, архиепископа Арля. В том же году он отправился в Испанию на помощь своему двоюродному брату Альфонсо VII, королю Кастилии, в войне против Гарсии IV, короля Наварры. В 1144 году он основал Монтобан, первую бастиду графов Тулузы.

### Участие во Втором крестовом походе и смерть
Альфонс Иордан принял участие во Втором крестовом походе. В середине апреля 1147 года войска крестоносцев под командованием Конрада III, короля Германии, высадились на Святой земле. Через несколько дней на берегу в Акре высадился и Альфонс Иордан с женой и детьми. По пути из Акры в Иерусалим он неожиданно скончался в Кесарии. Причиной смерти могла быть болезнь вроде аппендицита, но окружающие заподозрили отравление. Незаконнорожденный сын умершего Бертран напрямую обвинил в убийстве Раймунда, как и анонимный автор Сирийской хроники, написанной в XIII веке. Продолжатель Хроники Сигеберта из Жамблу обвинил в отравлении королеву, не назвав имени. Ж. Ришар предполагал, что хронист имел в виду королеву Франции Элеонору, которая с мужем Людовиком прибыла в крестовый поход и тоже могла претендовать на графство Триполи (её бабка Филиппа была двоюродной сестрой Альфонса Иордана и Бертрана, деда Раймунда). Гийом де Нанжи назвал королеву-отравительницу "regina Jerosolymorum" – то есть Мелисенду. Г. Мейер и С. Рансимен полагали, что в организации убийства могла быть виновна королева Иерусалима Мелисенда, сестра жены Раймунда. Ибн аль-Каланиси писал о смерти  Альфонса, но не упомянул отравление. По мнению К. Льюиса, вероятнее всего, отравления не было. По его словам, "морские путешествия в то время с ограниченными запасами пресной воды не способствовали бы хорошему здоровью". Морская болезнь и обезвоживание в условиях жаркой палестинской весны  могли вызвать у Альфонса симптомы, похожие на отравление.
«Гильдефонс, граф святого Эгидия, с армией из 20 кораблей напал на Палестину, и когда ожидалось, что он совершит что-то великое, он умер в Кесарии Палестинской, будучи сильно пьян, как говорят, это дело королевы».
Ж. Ришар полагал, что у Альфонса Иордана был план — он собирался отобрать графство Триполи у Раймунда на основаниях порфирородства — предпочтения в наследовании тех сыновей, которые рождены после начала правления отца. Сам Альфонс родился после того, как Раймон де Сен-Жиль стал «графом Триполи», и мог считать себя более достойным получить наследие отца, чем потомки брата Альфонса Иордана — Бертрана. Ж. Ришар предположил, что Раймунд II узнал об этом плане и отравил Альфонса. К. Льюис назвал теорию Ж. Ришара интересной, но не поддержал её. 

## Брак и дети
Жена (ранее 16 сентября 1125): Файдива, дочь Раймунда II Декана, сеньора Юзеса:
- Раймунд V (1134—декабрь 1194, Ним), граф Тулузы
- Альфонс II (ум. 1175/1189), граф Тулузы
- Файдива (ум. 1154); муж — Гумберт III (1136—1189), граф Савойи

Любовница:
- Бертран[18],
- Дочь[18].